# 아사카와촌 (이시카와현)
|현재=가나자와시
}}
아사카와촌(浅川村)은 이시카와현 가호쿠군에 있던 촌이다.

## 지리
- 가나자와시 동쪽, 서쪽은 아사노강을 사이에 두고 가나자와 시가지와 인접해 있으며 우타쓰야산의 동쪽 기슭에 해당하는 곳에서 동쪽은 이오산의 서쪽 산기슭의 산간 지역. 도야마현과 경계 곳곳에 펼쳐진 촌이다. 아사노강, 모리시타강, 가나쿠사리강에도 이 마을에 수원이 있다.
- 촌을 가로지르는 이시카와현 도로 27호 가나자와이바선은 예전에는 니마타 고치라고 불렸으며, 전국시대부터 번정시대에는 가나자와와 에치중간 최단 경로로서 중요한 역할을 했다. 이 길의 연선에는 한때 두 개의 혼센지 절이 있었다.
- 현재는 구 아사카와촌 서쪽에는 가나자와 대학 본부, 호쿠리쿠 대학이 있고, 타이요가오카 뉴타운, 스즈미다이, 다카미 단지 등이 조성되는 등 개발이 많이 진행된 반면, 도야마 현 경계에 가까운 산간부에는 무주거지가 존재하는 등 과소화가 진행되고 있다

## 역사
- 1889년 4월 1일 - 정촌제 시행에 의해 가나우라촌, 유노타니촌, 이오젠촌이 성립하였다.
- 1907년 8월 10일 - 가나우라촌, 유노타니촌, 이오젠촌이 합병해 아사카와촌이 성립하였다
- 1957년 4월 5일 - 가나자와시에 편입되었다.